# Oribotritia brevis
Oribotritia brevis är en kvalsterart som beskrevs av Wojciech Niedbała och Matthew J. Colloff 1997. Oribotritia brevis ingår i släktet Oribotritia och familjen Oribotritiidae. Inga underarter finns listade i Catalogue of Life.